# Fever (album Kylie Minogue)
Fever osmi je studijski album australske pjevačice Kylie Minogue, objavljen kasne 2001. godine u Europi i Australiji, a 2002. godine u Sjevernoj Americi u izdanu diskografskih kuća Parlophone, Mushroom i Capitol.

## O albumu
Debitantski singl s albuma, "Can't Get You out of My Head", bio je hit broj jedan u mnogo država. Album je dospio na prvo mjesto na australskoj i mnogo europskih ljestvica i prodan je u preko 1,9 milijuna primjeraka samo u Ujedinjenom Kraljevstvu. Diljem svijeta prodano je 9,5 milijuna primjeraka albuma. Promoviran je Minogueinom KylieFever2002 turnejom. Postao je Minoguein najprodavaniji album u Australiji, SAD-u, Kanadi, Rusiji itd.
Postoje tri različite inačice omota albuma. Na originalnoj inačici omota je Minogue odjevena u bijelo i drži mikrofon. Ova inačica distribuirana je u Australiji, Aziji, Europi, Latinskoj Americi i Kanadi. Kad je album objavljen u SAD-u i ponovno objavljen (u nekim državama) u Aziji, omot je zamijenjen drugom inačicom omota singla "In Your Eyes". Ovaj omot je također dostupan u Kanadi. Omot bonus disk izdanja je sličan originalnom, ali Minogue nosi plavi PVC kostim.
2008. godine objavljeno je da je Fever prvi album objavljen od neruskog izvođača koji je dobio dijamantnu certifikaciju u Rusiji u povijesti ruske glazbe. Album je uspoređivan s albumom Thriller od Michaela Jacksona, te The Immaculate Collection od Madonne.
Album je dobio Brit nagradu za najbolji međunarodni album.

## Popis pjesama
| Br. | Skladba                        | Tekstopisac                                                                     | Producent(i)                       | Trajanje |
| --- | ------------------------------ | ------------------------------------------------------------------------------- | ---------------------------------- | -------- |
| 1.  | »More More More«               | Tommy D, Liz Winstanley                                                         | Tommy D                            | 4:41     |
| 2.  | »Love at First Sight«          | Kylie Minogue, Richard Stannard, Julian Gallagher, Martin Harrington, Ash Howes | Richard Stannard, Julian Gallagher | 3:59     |
| 3.  | »Can't Get You Out of My Head« | Cathy Dennis, Rob Davis                                                         | Cathy Dennis, Rob Davis            | 3:51     |
| 4.  | »Fever«                        | Tom Nichols, Greg Fitzgerald                                                    | Greg Fitzgerald                    | 3:31     |
| 5.  | »Give It To Me«                | Minogue, Mark Picchiotti, Steve Anderson                                        | Mark Picchiotti                    | 2:50     |
| 6.  | »Fragile«                      | Davis                                                                           | Rob Davis                          | 3:47     |
| 7.  | »Come Into My World«           | Dennis, Davis                                                                   | Cathy Dennis, Rob Davis            | 4:32     |
| 8.  | »In Your Eyes«                 | Minogue, Stannard, Gallagher, Howes                                             | Richard Stannard, Julian Gallagher | 3:31     |
| 9.  | »Dancefloor«                   | Dennis, Anderson                                                                | Steve Anderson                     | 3:25     |
| 10. | »Love Affair«                  | Minogue, Stannard, Gallagher                                                    | Richard Stannard, Julian Gallagher | 3:50     |
| 11. | »Your Love«                    | Minogue, Pascal Gabriel, Paul Statham                                           | Pascal Gabriel, Paul Statham       | 3:49     |
| 12. | »Burning Up«                   | Tom Nichols, Greg Fitzgerald                                                    | Tom Nichols, Greg Fitzgerald       | 4:00     |

| 13. | »Tightrope« (Australska bonus pjesma)    | Minogue, Gabriel, Statham                 | Pascal Gabriel, Paul Statham       | 4:27 |
| 14. | »Good Like That« (Japanska bonus pjesma) | Joe Belmaati, Mich Hansen, Kara DioGuardi | Cutfather, Joe, Kara DioGuardi     | 3:33 |
| 15. | »Baby« (Japanska bonus pjesma)           | Winstanley, Bottolf Lodemal, Lars Aass    |                                    | 3:49 |
| 16. | »Boy« (sjevernoamerička bonus pjesma)    | Minogue, Stannard, Gallagher              | Richard Stannard, Julian Gallagher | 3:47 |
| 17. | »Butterfly« (južnoamerička bonus pjesma) | Minogue, Anderson                         | Mark Picchiotti                    | 4:09 |

### Bonus disk
1. "Can't Get Blue Monday out of My Head"* (Cathy Dennis, Rob Davies, Bernard Sumner, Gillian Gilbert, Stephen Morris)
2. "Love at First Sight" (The Scumfrog's Beauty And The Beast Vocal Edit)
3. "Can't Get You out of My Head" (Deluxe's Dirty Dub)
4. "In Your Eyes" (Roger Sanchez Release The Dub Mix)
5. "Love at First Sight" (Ruff & Jam US Radio Mix)
6. "Come Into My World" (Fischerspooner Mix)
7. "Whenever You Feel Like It" (Kylie Minogue, Billy Steinberg, Rick Nowels)
8. "Tightrope" (Singl inačica) (Kylie Minogue, Pascal Gabriel, Paul Steinberg) — japansko "Hiper izdanje".[4]
9. "Can't Get You out of My Head" (K&M's Mindprint Mix) — japansko "Hiper izdanje"
10. "In Your Eyes" (Jean Jacques Smoothie Mix) — japansko "Hiper izdanje"
11. "Can't Get You out of My Head" (poboljšani spot) — japansko "Hiper izdanje"
12. "In Your Eyes" (poboljšani spot) — japansko "Hiper izdanje"
13. "Love at First Sight" (poboljšani spot) — japansko "Hiper izdanje"
14. "Come into My World" (poboljšani spot) — japansko "Hiper izdanje"

### Azijsko posebno izdanje - Bonus AVCD
1. Format Data - not playable
2. "Can't Get You out of My Head" (spot)
3. "In Your Eyes" (spot)
4. "Spinning Around" (spot)
5. "On a Night Like This" (spot)
6. "Can't Get You out of My Head" (K&M's Mindprint Mix)
7. "In Your Eyes" (Jean Jacques Smoothie Mix)
8. "Spinning Around"
9. "Boy" (nije na albumu)
10. "Rendezvous at Sunset" (nije na albumu)

- Napomena #1: Zbog greške od diskografske kuće, većina izdanja diska ima inačicu pjesme "Whenever You Feel Like It" s veoma drugačijim razinama zvuka, s veoma tihim refrenom, veoma tišim od ostatka pjesme. Prijavljeno je da su neka azijska izdanja netaknuta.
- Napomena #2: Zbog greške u štampanju omota, nazivi na Brazilskim izdanjima duplog diska su zamijenjeni. Disk koji ima riječi bonus disk je, ustvati, regularni album, a drugi disk ima remikse.
- Napomena #3 Na reizdanju albuma, albumska inačica pjesme "Come Into My World" zamijenjena je radijskom miksom, trajanje te inačice je 4:06.

## Singlovi

### "Can't Get You Out of My Head"
Pjesma "Can't Get You Out of My Head" objavljena je kao singl u rujnu 2001. u Europi i Australiji. Debitirala je na prvom mjestu top ljestvica u Australiji, Irskoj i Ujedinjenom Kraljevstvu i ostala 3 ili 4 tjedna na ljestvici u svakoj od te tri zemlje. Također, bila je na visokim mjestima na ljestvicama u preko 40 država. 2002. godine, pjesma je objavljena u SAD-u i postala njen drugi hit na jednom od prvih 10 mjesta, dospijevajući na 7. mjesto na ljestvici Billboard Hot 100. Pjesma je njen prvi hit na jednom od prvih 10 mjesta od hita "The Loco-Motion" iz 1988. godine. Također, pjesma je dospjela na prvo mjesto na ljestvici u SAD-u Dance/Club Play.

### "In Your Eyes"
Pjesma "In Your Eyes" objavljena je kao singl u veljači 2002. Dospjela je na najvišu poziciju u Australiji, Mađarskoj i Rumunjskoj, a u Ujedinjenom Kraljevstvu završila je na 3. mjestu, u Irskoj na 6. i u Kanadi na 11. Nije objavljena u SAD-u.

### "Love at First Sight"
Pjesma "Love at First Sight" objavljena je kao singl u lipnju 2002. godine. Dospjela je na 2. mjesto top ljestvice u Ujedinjenom Kraljevstvu i 3. u Australiji (Odobren je remiks "Can't Get Blue Monday Out Of My Head" kao b-strana.) Pjesma je nominirana za Grammy nagradu za najbolju dance pjesmu 2003., nakon što je završila na 1. mjestu u SAD-u na ljestvici Dance/Club Play. Dospjela je na 23. mjesto na ljestvici Billboard Hot 100, sedmo na irskoj ljestvici. Napomena: ovo nije ista pjesma kao "Love at First Sight" koji se pojavljuje na Minogueinom debitantskom albumu iz 1988. godine, Kylie.

### "Fever"
Pjesma "Fever" objavljena je u srpnju 2002. godine kao samo radijski singl u Australiji i nije mogla da se plasira na australskoj službenoj ARIA ljestvici. Nije objavljen spot da promovira pjesmu, a australski glazbeni kanal "MAX" koristio je live inačicu s koncerta s turneje KylieFever2002.

### "Come Into My World"
Pjesma "Come Into My World" kao singl objavljena je u studenome 2002. godine. Pjesma je dospjela na 4. mjesto u Australiji, osmo u Ujedinjenom Kraljevstvu, 11. u Irskoj i 91. u SAD-u na Billboard Hot 100 ljestvici. Pjesma je dobila Grammy nagradu za najbolju dance pjesmu 2004. godine.

## Top ljestvice
| Top ljestvica (2001/2002)         | Najviša pozicija |
| --------------------------------- | ---------------- |
| Australija                        | 1                |
| Austrija                          | 1                |
| Belgija                           | 14               |
| Kanada                            | 10               |
| Danska                            | 4                |
| Nizozemska                        | 7                |
| Finska                            | 20               |
| Francuska                         | 21               |
| Njemačka                          | 1                |
| Grčka (međunarodna)               | 1                |
| Mađarska                          | 8                |
| Irska                             | 1                |
| Italija                           | 6                |
| Japan                             | 1                |
| Meksiko                           | 3                |
| Novi Zeland<                      | 3                |
| Norveška                          | 4                |
| Švedska                           | 10               |
| Švicarska                         | 3                |
| SAD Billboard 200                 | 3                |
| SAD Billboard Top Internet Albums | 1                |
| Ujedinjeno Kraljevstvo            | 1                |

| Država                 | Izdavač(i)             | Certifikacija | Prodaja/Isporuka |
| ---------------------- | ---------------------- | ------------- | ---------------- |
| Argentina              | CAPIF                  | zlatna        | 30.000           |
| Australija             | ARIA                   | 7x platinasta | 500.000          |
| Austrija               | IFPI                   | platinasta    | 20.000           |
| Belgija                | IFPI                   | zlatna        | 20.000           |
| Brazil                 | ABPD                   | zlatna        | 50.000           |
| Kanada                 | CRIA                   | 2x platinasta | 200.000          |
| Danska                 | IFPI                   | zlatna        | 50.000           |
| Europa                 | IFPI                   | 3x platinasta | 3,000.000        |
| Francuska              | SNEP/IFOP              | platinasta    | 300.000          |
| Njemačka               | IFPI                   | 2x platinasta | 600.000          |
| Grčka                  | IFPI                   | 2x platinasta | 80.000           |
| Hong Kong              | IFPI                   | platinasta    | 15.000           |
| Mađarska               | Mahasz                 | platinasta    | 6.000            |
| Italija                | FIMI                   | platinasta    | 200.000          |
| Indonezija             | LIMA                   | 8x platinasta | 1,500.000        |
| Irska                  | IRMA                   | 7xplatinasta  | 100.000          |
| Japan                  | RIAJ                   | platinasta    | 350.000          |
| Malezija               | RIM                    | zlatna        | 15.000           |
| Meksiko                | AMPROFON               | platinasta    | 150.000          |
| Nizozemska             | NVPI                   | zlatna        | 30.000           |
| Novi Zeland            | RIANZ                  | 2x platinasta | 30.000           |
| Filipini               | PRIMA                  | platinasta    | 15.000           |
| Poljska                | ZPAV                   | platinasta    | 55.000           |
| Rusija                 |                        | dijamantna    | 60.000           |
| Južna Afrika           | RISA                   | 4x platinasta | 160.000          |
| Južna Koreja           | RIAK                   | 2x platinasta | 60.000           |
| Španjolska             | Afyve (sad PROMUSICAE) | 2x platinasta | 260.000          |
| Švicarska              | IFPI                   | 2x platinasta | 60.000           |
| Tajvan                 | -                      | 3x platinasta | 60.000           |
| Ujedinjeno Kraljevstvo | BPI                    | 6x platinasta | 2,000.000        |
| SAD                    | RIAA                   | platinasta    | 1,200.000        |

## Impresum
- Kylie Minogue – glavni i pozadinski vokali
- Rob Davis - gitara, klavijature, programiranje bubnjeva, producent, mikseta, inženjer
- Greg Fitzgerald - gitara, klavijature, producent, programiranje
- Martin Harrington - gitara, klavijature, programiranje, inženjer
- Richard Stannard - gitara, pozadinski vokali, producent
- Steve Anderson - klavijature, aranžer, producent, programiranje
- Cathy Dennis - klavijature, pozadinski vokali, producent, mikseta
- Julian Gallagher - klavijature, Fender Rhodes, producent
- Ash Howes - klavijature, programiranje, mikseta, inženjer
- Steve Lewinson - bas
- John Thirkell - flauta, trumpet
- Gavyn Wright - gudač
- Billie Godfrey - pozadinski vokali
- Tommy D. - producent, mikseta
- Pascal Gabriel - producent, mikseta
- Tom Nichols - producent
- Mark Picchiotti - producent, mikseta
- Paul Statham - producent
- Anders Kallmark - programiranje, inženjer
- Phil Larsen - programiranje, mikseta, inženjer
- Bruce Elliot Smith - programiranje, mikseta
- Alvin Sweeney - programiranje, inženjer
- Adrian Bushby - mikseta
- Tom Carlisle - mikseta
- Tom Elmhirst - mikseta
- Tim Orford - mikseta
- Paul Wright - mikseta, inženjer
- Wendy Dougan - dizajn
- William Baker - stilist
- Vincent Peters - fotografija

## Vanjske poveznice
- Fever na službenoj Minogueinoj stranici  Arhivirana inačica izvorne stranice od 28. svibnja 2009. (Wayback Machine)